# Пи Столовой Горы
Пи Столовой Горы (π Столовой Горы, лат. Pi Mensae, π Men) — звезда в созвездии Столовой Горы. Находится на расстоянии около 60 световых лет от Солнца. Имеет видимую звёздную величину +5.65m, то есть звезду едва можно увидеть невооружённым глазом. Обладает, как минимум, двумя кандидатами в экзопланеты.

## Характеристики
Звезда π Столовой Горы представляет собой жёлто-оранжевый карлик главной последовательности, по массе и размерам напоминающий наше Солнце. Масса немного больше, чем у Солнца, радиус в 2 раза превышает солнечный. Светимость звезды оценивается в 4,7 солнечных, температура на поверхности — около 5888 К. Согласно общепринятой модели, возраст звезды определяется приблизительно в 4 миллиарда лет. Удаляется от Земли со скоростью 9.4 км/с.

## Планетная система
В 2000 году группа астрономов открыла возможную планету, вращающуюся на орбите π Столовой Горы. Эта планета, получившая обозначение Пи Столовой Горы b, имеет массу ок. 10 масс Юпитера. Она обращается по вытянутой орбите на среднем расстоянии около 3 а.е. от родительской звезды и совершает полный оборот за 5,65 года. Благодаря своей мощной гравитации и вытянутой орбите, юпитероподобная Пи Столовой Горы b способна воздействовать на возможные другие планеты, находящиеся в обитаемой зоне, сталкивая их ближе к звезде или во внешний космос. Поэтому вероятность наличия других планет в обитаемой зоне данной системы крайне мала. Однако существование жизни на спутниках этой планеты не исключено.
В 2018 году космический телескоп TESS методом транзитной фотометрии обнаружил в системе Пи Столовой Горы своего первого кандидата в экзопланеты Пи Столовой Горы c (Pi Mensae c), который является суперземлёй. Планета имеет период обращения 6,27 дней, массу ок. 4,9 масс Земли, радиус ок. 2,1 радиуса Земли, большая полуось орбиты 0,06839 ± 0,00050 а.е. (10,26 млн км, Меркурий в перигелии подходит к Солнцу на 46 млн км), наклонение орбиты 87,27 ± 0,07°.

## Ближайшее окружение звезды
Согласно Йельскому каталогу ярких звёзд, π Столовой Горы (обозначенная в нём как HR 2022) принадлежит к движущейся группе звёзд 61 Лебедя. Ниже указаны ближайшие соседи звезды, расположенные в пределах 20 световых лет от неё:
| Звезда       | Спектральный класс | Расстояние, св. лет |
| α Хамелеона  | F4-6 IV-III        | 9,9                 |
| L 57-44      | M V                | 10,0                |
| GJ 3021      | G6 V               | 13                  |
| I Киля       | F0-3 IV/F2 IV      | 17                  |
| CP(D)-65 475 | K1 V-IIIp          | 18                  |